# Flemingia stricta
Flemingia stricta är en ärtväxtart som beskrevs av William Roxburgh. Flemingia stricta ingår i släktet Flemingia och familjen ärtväxter. Inga underarter finns listade i Catalogue of Life.